# قيمة الزمن عند العلماء (كتاب)
قيمة الزمن عند العلماء هو كتاب من تأليف عبد الفتاح أبو غده.